# La Plus Longue Nuit du diable
Pour plus de détails, voir Fiche technique et Distribution.
La Plus Longue Nuit du diable est un film d'épouvante fantastique italo-belge réalisé par Jean Brismée et sorti en 1971.

## Synopsis
Au XIe siècle, Siegfried Von Rumberg signe un pacte avec le diable. En échange de faveurs diverses, la famille devra livrer au malin l'âme de la fille aînée de chaque génération pour qu'elle devienne un succube. 
C'est précisément pour cette raison que le hiérarque nazi Von Rumberg, baron et descendant de la famille allemande, a tué sa fille aînée immédiatement après sa naissance : il entendait ainsi échapper au pacte que sa famille avait conclu avec les forces occultes. 
Au début des années 1970, un groupe d'excursionnistes se retrouvent coincés dans leur voyage en raison d'une route barrée, et un individu leur indique le château des Von Rumberg pour y passer la nuit.
Le groupe arrive à la demeure et est accueilli par le baron et ses domestiques, qui ont été prévenu par un coup de fil. Hans, le majordome, leur montre leurs chambres respectives, détaillant au passage des morts suspectes arrivées au fil des siècles. Lors du dîner, le baron raconte l'histoire de la malédiction, tandis que Lisa, une belle femme rousse, arrive au château.

## Fiche technique
- Titre original : La Plus Longue Nuit du diable ou Le Château du vice ou Au service du diable ou La Nuit des pétrifiés[1]
- Titre italien : La terrificante notte del demonio[2]
- Réalisation : Jean Brismée
- Scénario : Jean Brismée, Patrice Rhomm, Pierre-Claude Garnier (sous le nom de « Charles Lecocq »)
- Adaptation & dialogue : Patrice Rhomm
- Photographie : André Goeffers
- Montage : Jean Brismée
- Musique : Alessandro Alessandroni
- Décors : Jio Berk
- Effets spéciaux : Paul De Fru
- Production : Delfino Cetelci
- Sociétés de production : Cetelci S.A., Delfino Film
- Pays de production :  Belgique /  Italie
- Langue originale : français
- Format : Couleurs - 2,35:1 - Son mono - 35 mm
- Durée : 95 min
- Genre : Épouvante
- Dates de sortie :
  - Belgique : 14 novembre 1971
  - France : mai 1972 (1re convention francaise du cinéma fantastique) ; 21 décembre 1973 (en salles)
  - Italie : juillet 1972 (Festival internazionale del film di fantascienza di Trieste (it)) 3 avril 1973 (en salles)

## Distribution
- Erika Blanc : Lisa Müller
- Jean Servais : le baron von Rhoneberg
- Jacques Monseau : Alban Sorel
- Ivana Novak : Corinne
- Lorenzo Terzon : Howard
- Colette Emmanuelle : Nancy
- Christian Maillet : Ducha
- Daniel Emilfork : Satan
- Lucien Raimbourg : M. Masson
- Shirley Corrigan : Régine
- Yvonne Garden : Martha
- Maurice de Groote : Hans, le majordome du baron
- Frédérique Hender : l'infirmière

## Production
Le décor principal du film est le château d'Antoing.
Adaptation en 1972 chez GALLIERA , coll. Bibliothèque de l'étrange n° 1,  Au Service du Diable par Patrice Rhomm